# Élections municipales de 2017 dans Le Haut-Richelieu
Pour un article plus général, voir Élections municipales de 2017 en Montérégie.
Cet article concerne les élections municipales de 2017 en Montérégie dans la municipalité régionale de comté du Haut-Richelieu.

## Saint-Georges-de-Clarenceville
| Candidats pour la mairie                   | Vote | %     |
| ------------------------------------------ | ---- | ----- |
| Renée Rouleau (Sortante)                   | 325  | 53,02 |
| Carol Venneman (Sortante d'un autre poste) | 288  | 46,98 |
| Taux de participation : 58,8 %             |      |       |

| Candidats conseiller #1 | Vote | %     |
| ----------------------- | ---- | ----- |
| Gérald Grenon           | 388  | 64,99 |
| Régent Aumont           | 209  | 35,01 |

| Candidats conseiller #2                    | Vote | %     |
| ------------------------------------------ | ---- | ----- |
| Serge Beaudoin                             | 413  | 70,12 |
| Linda Davignon (Sortante d'un autre poste) | 176  | 29,88 |

| Candidats conseiller #3         | Vote | %     |
| ------------------------------- | ---- | ----- |
| Karine Beaudin                  | 347  | 58,52 |
| Jean-François Trudeau (Sortant) | 217  | 38,59 |
| Paul Aparycki                   | 29   | 4,89  |

| Candidats conseiller #4                   | Vote            | %               |
| ----------------------------------------- | --------------- | --------------- |
| Chad Whittaker (Sortant d'un autre poste) | Sans opposition | Sans opposition |

| Candidats conseiller #5    | Vote | %     |
| -------------------------- | ---- | ----- |
| Lyne Côté                  | 399  | 66,17 |
| Donna-Margaret Schoolcraft | 204  | 33,83 |

| Candidats conseiller #6 | Vote | %     |
| ----------------------- | ---- | ----- |
| David Adams (Sortant)   | 479  | 78,27 |
| Pierre Boisvert         | 133  | 21,73 |

- Élection partielle au poste de maire le 13 décembre 2020[1].
  - Organisée à la suite de la démission de la mairesse Renée Rouleau le 13 juillet 2020[1].
  - Élection de Serge Beaudoin au poste de maire[1].

| Candidats pour la mairie                  | Vote | %    |
| ----------------------------------------- | ---- | ---- |
| Serge Beaudoin (Sortant d'un autre poste) | 158  | 58,7 |
| Audrey Dubois                             | 69   | 25,7 |
| Robert Boudreau                           | 36   | 15,6 |
| Taux de participation : 269 / 1060 (25 %) |      |      |

## Henryville
| Candidats pour la mairie                         | Vote | %     |
| ------------------------------------------------ | ---- | ----- |
| Danielle Charbonneau (Sortante d'un autre poste) | 450  | 68,91 |
| Serges Lafrance                                  | 203  | 31,09 |
| Taux de participation : 57,9 %                   |      |       |

| Candidats conseiller #1 | Vote | %     |
| ----------------------- | ---- | ----- |
| Patrick Wenning         | 365  | 56,33 |
| Jean Keurentjes         | 283  | 43,67 |

| Candidats conseiller #2    | Vote            | %               |
| -------------------------- | --------------- | --------------- |
| Isabelle Deland (Sortante) | Sans opposition | Sans opposition |

| Candidats conseiller #3 | Vote | %     |
| ----------------------- | ---- | ----- |
| Léo Choquette (Sortant) | 442  | 68,42 |
| Lise Chouinard          | 204  | 31,58 |

| Candidats conseiller #4 | Vote            | %               |
| ----------------------- | --------------- | --------------- |
| Jean-Sébastien Roy      | Sans opposition | Sans opposition |

| Candidats conseiller #5  | Vote | %     |
| ------------------------ | ---- | ----- |
| Valérie Lafond (Sortant) | 335  | 52,67 |
| Roxanne Côté             | 301  | 47,33 |

| Candidats conseiller #6 | Vote | %     |
| ----------------------- | ---- | ----- |
| Michel Lord             | 461  | 71,70 |
| Maxime Partenza         | 182  | 28,30 |

## Lacolle
| Partis                         | Partis                     | Candidats pour la mairie      | Vote | %     |
| ------------------------------ | -------------------------- | ----------------------------- | ---- | ----- |
|                                | Indépendant                | Jacques Lemaistre-Caron       | 539  | 50,00 |
|                                | Tous ensemble pour Lacolle | Stéphane Rousseau             | 314  | 29,13 |
|                                | Indépendant                | Roland-Luc Béliveau (Sortant) | 225  | 20,87 |
| Taux de participation : 51,3 % |                            |                               |      |       |

| Partis | Partis                     | Candidats conseiller #1                     | Vote | %     |
| ------ | -------------------------- | ------------------------------------------- | ---- | ----- |
|        | Tous ensemble pour Lacolle | Patrice Deneault (Sortant d'un autre poste) | 628  | 59,70 |
|        | Indépendant                | Harold Audit (Sortant d'un autre poste)     | 424  | 40,30 |

| Partis | Partis                     | Candidats conseiller #2 | Vote            | %               |
| ------ | -------------------------- | ----------------------- | --------------- | --------------- |
|        | Tous ensemble pour Lacolle | Martin Émond            | Sans opposition | Sans opposition |

| Partis | Partis                     | Candidats conseiller #3                 | Vote | %     |
| ------ | -------------------------- | --------------------------------------- | ---- | ----- |
|        | Tous ensemble pour Lacolle | Suzanne Lacroix                         | 576  | 54,91 |
|        | Indépendant                | Michel Guyon (Sortant d'un autre poste) | 473  | 45,09 |

| Partis | Partis                     | Candidats conseiller #4 | Vote            | %               |
| ------ | -------------------------- | ----------------------- | --------------- | --------------- |
|        | Tous ensemble pour Lacolle | Guy Lamirande           | Sans opposition | Sans opposition |

| Partis | Partis                     | Candidats conseiller #5 | Vote | %     |
| ------ | -------------------------- | ----------------------- | ---- | ----- |
|        | Tous ensemble pour Lacolle | Angie Gendron           | 750  | 71,70 |
|        | Indépendant                | Francine Belliveau      | 296  | 28,30 |

| Partis | Partis                     | Candidats conseiller #6 | Vote | %     |
| ------ | -------------------------- | ----------------------- | ---- | ----- |
|        | Indépendant                | Nicole Paquette         | 733  | 69,09 |
|        | Tous ensemble pour Lacolle | Nancy Gravel            | 328  | 30,91 |

- Élection partielle au poste de conseiller #4 le 7 avril 2019[2].
  - Organisée en raison du déménagement du conseiller Guy Lamirande en dehors de la municipalité[3].
  - Élection de Nancy Sorel au poste de conseillère[2].

| Nancy Sorel                        | 166 | 46,5 |
| David Arseneault                   | 141 | 39,5 |
| Harold Audit                       | 36  | 10,1 |
| France Sénécal                     | 14  | 3,9  |
| Taux de participation : 357 / 2334 |     |      |
| Taux de participation : 15,3 %     |     |      |

## Mont-Saint-Grégoire
| Candidats pour la mairie       | Vote | %     |
| ------------------------------ | ---- | ----- |
| Suzanne Boulais (Sortante)     | 593  | 56,00 |
| Claude Chagnon                 | 243  | 22,95 |
| André Vincent                  | 223  | 21,06 |
| Taux de participation : 44,6 % |      |       |

| Candidats conseiller #1  | Vote            | %               |
| ------------------------ | --------------- | --------------- |
| Daniel Bonneau (Sortant) | Sans opposition | Sans opposition |

| Candidats conseiller #2 | Vote | %     |
| ----------------------- | ---- | ----- |
| Patrick Barry           | 621  | 59,20 |
| Ludo Bielen             | 428  | 40,80 |

| Candidats conseiller #3   | Vote | %     |
| ------------------------- | ---- | ----- |
| Pascal Plante-Hébert      | 542  | 52,02 |
| Jacques Plourde (Sortant) | 500  | 47,98 |

| Candidats conseiller #4      | Vote | %     |
| ---------------------------- | ---- | ----- |
| Jonathan Brisebois (Sortant) | 693  | 67,48 |
| Martin Maynard               | 334  | 32,52 |

| Candidats conseiller #5   | Vote            | %               |
| ------------------------- | --------------- | --------------- |
| Kevin Patenaude (Sortant) | Sans opposition | Sans opposition |

| Candidats conseiller #6 | Vote | %     |
| ----------------------- | ---- | ----- |
| Pierre Asselin          | 576  | 56,25 |
| Bernard Duchesne        | 448  | 43,75 |

- Élection partielle au poste de conseiller #4 le 23 février 2020[4].
  - Organisée en raison de la démission du conseiller Jonathan Brisebois le 4 novembre 2019[5].
  - Lisa Collard est élue le 23 février 2020[6].

| Candidats conseiller #4        | Vote | %    |
| ------------------------------ | ---- | ---- |
| Lisa Collard                   | 194  | 45,6 |
| Rudy Bielen                    | 128  | 30,1 |
| Jean-Luc Barrette              | 103  | 24,3 |
| Participation : 432 / 2 498    |      |      |
| Taux de participation : 17,3 % |      |      |
| Bulletins rejetés : 7          |      |      |

## Noyan
| Candidats pour la mairie | Vote            | %               |
| ------------------------ | --------------- | --------------- |
| Réal Ryan (Sortant)      | Sans opposition | Sans opposition |

| Candidats conseiller #1  | Vote            | %               |
| ------------------------ | --------------- | --------------- |
| Owen MacCallum (Sortant) | Sans opposition | Sans opposition |

| Candidats conseiller #2 | Vote            | %               |
| ----------------------- | --------------- | --------------- |
| Nathan Kaiser (Sortant) | Sans opposition | Sans opposition |

| Candidats conseiller #3   | Vote            | %               |
| ------------------------- | --------------- | --------------- |
| Sonia Chiasson (Sortante) | Sans opposition | Sans opposition |

| Candidats conseiller #4 | Vote | %     |
| ----------------------- | ---- | ----- |
| Mélissa Gushue          | 261  | 63,35 |
| Mélanie Martin          | 151  | 36,65 |

| Candidats conseiller #5  | Vote            | %               |
| ------------------------ | --------------- | --------------- |
| Randy R. Smith (Sortant) | Sans opposition | Sans opposition |

| Candidats conseiller #3 | Vote            | %               |
| ----------------------- | --------------- | --------------- |
| Connie Bleau (Sortante) | Sans opposition | Sans opposition |

## Saint-Alexandre
| Candidats pour la mairie       | Vote | %     |
| ------------------------------ | ---- | ----- |
| Luc Mercier (Sortant)          | 572  | 51,72 |
| André Bergeron                 | 534  | 48,28 |
| Taux de participation : 58,1 % |      |       |

| Candidats conseiller #1 | Vote | %     |
| ----------------------- | ---- | ----- |
| Yves Barrette (Sortant) | 644  | 58,92 |
| Murielle Lepage         | 449  | 41,08 |

| Candidats conseiller #2 | Vote            | %               |
| ----------------------- | --------------- | --------------- |
| Stephane Vézina         | Sans opposition | Sans opposition |

| Candidats conseiller #3     | Vote            | %               |
| --------------------------- | --------------- | --------------- |
| Bernard Rousselle (Sortant) | Sans opposition | Sans opposition |

| Candidats conseiller #4 | Vote            | %               |
| ----------------------- | --------------- | --------------- |
| Florent Raymond         | Sans opposition | Sans opposition |

| Candidats conseiller #5       | Vote            | %               |
| ----------------------------- | --------------- | --------------- |
| Catherine Cardinal (Sortante) | Sans opposition | Sans opposition |

| Candidats conseiller #6  | Vote | %     |
| ------------------------ | ---- | ----- |
| Jean-François Berthiaume | 625  | 57,34 |
| Anne-Sylvie Forney       | 465  | 42,66 |

- Élection partielle au poste de conseiller #5 le 29 septembre 2019[7].
  - Organisée à la suite de la démission de Catherine Cardinal[7].
  - Élection de Marie-Ève Denicourt au poste de conseillère #5.

| Candidats conseiller #5 | Vote | %   |
| ----------------------- | ---- | --- |
| Marie-Ève Denicourt     | n/d  | n/d |
| Yves Mallette           | n/d  | n/d |

## Saint-Blaise-sur-Richelieu
| Partis                         | Partis           | Candidats pour la mairie    | Vote | %     |
| ------------------------------ | ---------------- | --------------------------- | ---- | ----- |
|                                | Équipe Desmarais | Jacques Desmarais (Sortant) | 604  | 72,34 |
|                                | Indépendant      | Gaétan Delisle              | 231  | 27,66 |
| Taux de participation : 50,7 % |                  |                             |      |       |

| Partis | Partis           | Candidats conseiller #1   | Vote | %     |
| ------ | ---------------- | ------------------------- | ---- | ----- |
|        | Équipe Desmarais | Ronald Girardin (Sortant) | 401  | 49,08 |
|        | Indépendant      | Robert Tessier            | 256  | 31,33 |
|        | Indépendant      | Sylvie Ayotte             | 160  | 19,58 |

| Partis | Partis           | Candidats conseiller #2   | Vote            | %               |
| ------ | ---------------- | ------------------------- | --------------- | --------------- |
|        | Équipe Desmarais | Julie Brosseau (Sortante) | Sans opposition | Sans opposition |

| Partis | Partis           | Candidats conseiller #3   | Vote | %     |
| ------ | ---------------- | ------------------------- | ---- | ----- |
|        | Équipe Desmarais | Sylvain Raymond (Sortant) | 452  | 55,32 |
|        | Indépendant      | Pierre Cyr                | 365  | 44,68 |

| Partis | Partis           | Candidats conseiller #4 | Vote | %     |
| ------ | ---------------- | ----------------------- | ---- | ----- |
|        | Équipe Desmarais | Éric Lachance (Sortant) | 582  | 70,98 |
|        | Indépendant      | Stéphane Pilon          | 238  | 29,02 |

| Partis | Partis           | Candidats conseiller #5  | Vote            | %               |
| ------ | ---------------- | ------------------------ | --------------- | --------------- |
|        | Équipe Desmarais | Jules Bergeron (Sortant) | Sans opposition | Sans opposition |

| Partis | Partis           | Candidats conseiller #6 | Vote | %     |
| ------ | ---------------- | ----------------------- | ---- | ----- |
|        | Équipe Desmarais | Alain Gaucher (Sortant) | 617  | 75,06 |
|        | Indépendant      | Yvan Luccisano          | 205  | 24,94 |

## Saint-Jean-sur-Richelieu
| Parti                             | Parti                             | Candidats                         | Voix   | %      |
| --------------------------------- | --------------------------------- | --------------------------------- | ------ | ------ |
|                                   | Équipe Alain Laplante             | Alain Laplante                    | 11 825 | 38,8 % |
|                                   | Équipe Fecteau                    | Michel Fecteau (Sortant)          | 10 953 | 36,0 % |
|                                   | Avec Bachand                      | Claude Bachand                    | 6 995  | 23,0 % |
|                                   | Indépendant                       | Martin Côté                       | 671    | 2,2 %  |
|                                   |                                   |                                   |        |        |
| Votes valides                     | Votes valides                     | Votes valides                     | 30 444 | 98.0%  |
| Bulletins rejetés                 | Bulletins rejetés                 | Bulletins rejetés                 | 618    | 2.0%   |
| Total                             | Total                             | Total                             | 31 062 | 100    |
| Abstention                        | Abstention                        | Abstention                        | 43132  | 58.1%  |
| Nombre d'inscrits / participation | Nombre d'inscrits / participation | Nombre d'inscrits / participation | 74 194 | 41.9%  |

| Parti                             | Parti                             | Candidats                         | Voix   | %      | Sièges |
| --------------------------------- | --------------------------------- | --------------------------------- | ------ | ------ | ------ |
|                                   | Équipe Fecteau                    | 11                                | 10 154 | 33,3 % | 6      |
|                                   | Avec Bachand                      | 6                                 | 2 809  | 9,2 %  | 0      |
|                                   | Équipe Alain Laplante             | 12                                | 11 133 | 36,6 % | 3      |
|                                   | Indépendants                      | 9                                 | 6 354  | 20,9 % | 3      |
|                                   |                                   |                                   |        |        |        |
| Votes valides                     | Votes valides                     | Votes valides                     | 30 450 | 98,0 % |        |
| Bulletins rejetés                 | Bulletins rejetés                 | Bulletins rejetés                 | 612    | 2,0 %  |        |
| Total                             | Total                             | Total                             | 31 062 | 100    | 12     |
| Abstention                        | Abstention                        | Abstention                        | 43132  | 58.1%  |        |
| Nombre d'inscrits / participation | Nombre d'inscrits / participation | Nombre d'inscrits / participation | 74194  | 41.9%  |        |

## Saint-Paul-de-l'Île-aux-Noix
| Candidats pour la mairie       | Vote | %     |
| ------------------------------ | ---- | ----- |
| Claude Leroux (Sortant)        | 416  | 52,26 |
| Robert Labrie                  | 380  | 47,74 |
| Taux de participation : 46,5 % |      |       |

| Candidats conseiller #1 | Vote | %     |
| ----------------------- | ---- | ----- |
| Pierre Bisaillon        | 470  | 60,33 |
| Richard Vallières       | 309  | 39,67 |

| Candidats conseiller #2 | Vote            | %               |
| ----------------------- | --------------- | --------------- |
| Marc Chalifoux          | Sans opposition | Sans opposition |

| Candidats conseiller #3 | Vote            | %               |
| ----------------------- | --------------- | --------------- |
| Carol Rivard (Sortante) | Sans opposition | Sans opposition |

| Candidats conseiller #4 | Vote            | %               |
| ----------------------- | --------------- | --------------- |
| Léo Quenneville         | Sans opposition | Sans opposition |

| Candidats conseiller #5     | Vote            | %               |
| --------------------------- | --------------- | --------------- |
| France Desroches (Sortante) | Sans opposition | Sans opposition |

| Candidats conseiller #6 | Vote            | %               |
| ----------------------- | --------------- | --------------- |
| Denis Thomas (Sortant)  | Sans opposition | Sans opposition |

## Saint-Sébastien
| Candidats pour la mairie  | Vote            | %               |
| ------------------------- | --------------- | --------------- |
| Martin Thibert (Sortante) | Sans opposition | Sans opposition |

| Candidats conseiller #1     | Vote            | %               |
| --------------------------- | --------------- | --------------- |
| Michel Bonneville (Sortant) | Sans opposition | Sans opposition |

| Candidats conseiller #2  | Vote            | %               |
| ------------------------ | --------------- | --------------- |
| Mark Handschin (Sortant) | Sans opposition | Sans opposition |

| Candidats conseiller #3         | Vote | %     |
| ------------------------------- | ---- | ----- |
| Jean-Charles Fournier (Sortant) | 137  | 59,05 |
| Joance Martin                   | 95   | 40,95 |

| Candidats conseiller #5   | Vote | %     |
| ------------------------- | ---- | ----- |
| Francis Lamarre           | 183  | 79,22 |
| Sylvie Laurain (Sortante) | 48   | 20,78 |

| Candidats conseiller #6 | Vote            | %               |
| ----------------------- | --------------- | --------------- |
| Michel Morin (Sortant)  | Sans opposition | Sans opposition |

| Candidats conseiller #4 | Vote            | %               |
| ----------------------- | --------------- | --------------- |
| Édith Lamoureux         | Sans opposition | Sans opposition |

## Saint-Valentin
| Candidats pour la mairie     | Vote            | %               |
| ---------------------------- | --------------- | --------------- |
| Pierre Chamberland (Sortant) | Sans opposition | Sans opposition |

| Candidats conseiller #1   | Vote            | %               |
| ------------------------- | --------------- | --------------- |
| Robert Van Wijk (Sortant) | Sans opposition | Sans opposition |

| Candidats conseiller #2   | Vote            | %               |
| ------------------------- | --------------- | --------------- |
| Nicole Lussier (Sortante) | Sans opposition | Sans opposition |

| Candidats conseiller #3 | Vote | %     |
| ----------------------- | ---- | ----- |
| Michelle Richer         | 144  | 71,29 |
| Sylvie Marceau          | 58   | 28,71 |

| Candidats conseiller #4 | Vote            | %               |
| ----------------------- | --------------- | --------------- |
| Paolo Girard (Sortant)  | Sans opposition | Sans opposition |

| Candidats conseiller #5  | Vote            | %               |
| ------------------------ | --------------- | --------------- |
| Luc Van Velzen (Sortant) | Sans opposition | Sans opposition |

| Candidats conseiller #6    | Vote            | %               |
| -------------------------- | --------------- | --------------- |
| Pierre Vallières (Sortant) | Sans opposition | Sans opposition |

## Sainte-Anne-de-Sabrevois
| Partis                         | Partis              | Candidats pour la mairie   | Vote | %     |
| ------------------------------ | ------------------- | -------------------------- | ---- | ----- |
|                                | Équipe Lavallée     | Jacques Lavallée (Sortant) | 424  | 57,14 |
|                                | Équipe Gilles Jetté | Gilles Jetté               | 318  | 42,86 |
| Taux de participation : 45,8 % |                     |                            |      |       |

| Partis | Partis              | Candidats conseiller #1 | Vote | %     |
| ------ | ------------------- | ----------------------- | ---- | ----- |
|        | Équipe Lavallée     | Micheline Lebel         | 440  | 59,54 |
|        | Équipe Gilles Jetté | Alain Bradette          | 299  | 40,46 |

| Partis | Partis              | Candidats conseiller #2 | Vote | %     |
| ------ | ------------------- | ----------------------- | ---- | ----- |
|        | Équipe Lavallée     | Nathalie Bonneville     | 391  | 52,84 |
|        | Équipe Gilles Jetté | Guillaume Delfosse      | 349  | 47,16 |

| Partis | Partis              | Candidats conseiller #3                      | Vote | %     |
| ------ | ------------------- | -------------------------------------------- | ---- | ----- |
|        | Équipe Lavallée     | Frédéric Bélisle (Sortant)                   | 418  | 56,72 |
|        | Équipe Gilles Jetté | Teresa D. Gagnon (Sortante d'un autre poste) | 318  | 43,28 |

| Partis | Partis              | Candidats conseiller #4   | Vote | %     |
| ------ | ------------------- | ------------------------- | ---- | ----- |
|        | Équipe Lavallée     | Guy Chamberland (Sortant) | 419  | 56,39 |
|        | Équipe Gilles Jetté | Michel Lalonde            | 324  | 43,61 |

| Partis | Partis              | Candidats conseiller #5  | Vote | %     |
| ------ | ------------------- | ------------------------ | ---- | ----- |
|        | Équipe Lavallée     | Mikaëlle Rolland-Lamothe | 416  | 56,60 |
|        | Équipe Gilles Jetté | Nicole Mallette          | 319  | 43,40 |

| Partis | Partis              | Candidats conseiller #6 | Vote | %     |
| ------ | ------------------- | ----------------------- | ---- | ----- |
|        | Équipe Lavallée     | Yvan Bessette           | 412  | 56,13 |
|        | Équipe Gilles Jetté | Brigitte Laquette       | 322  | 43,87 |

## Sainte-Brigide-d'Iberville
| Candidats pour la mairie                  | Vote | %     |
| ----------------------------------------- | ---- | ----- |
| Patrick Bonvouloir                        | 401  | 52,56 |
| Mario van Rossum (Sortant)                | 263  | 34,47 |
| Daniel Bonneau (Sortant d'un autre poste) | 99   | 12,98 |
| Taux de participation : 67,6 %            |      |       |

| Candidats conseiller #1                   | Vote | %     |
| ----------------------------------------- | ---- | ----- |
| Gaétan Coutu (Sortant d'un autre poste)   | 605  | 80,45 |
| Carole Laroche (Sortant d'un autre poste) | 147  | 19,55 |

| Candidats conseiller #2 | Vote | %     |
| ----------------------- | ---- | ----- |
| Claude Vasseur          | 618  | 82,51 |
| Guy Charbonneau         | 131  | 17,49 |

| Candidats conseiller #3 | Vote | %     |
| ----------------------- | ---- | ----- |
| Jean-Philippe Cuénoud   | 626  | 83,13 |
| Alexandre Vitulano      | 127  | 16,87 |

| Candidats conseiller #4 | Vote | %     |
| ----------------------- | ---- | ----- |
| Clément Brisson         | 596  | 79,15 |
| Jacques Robert          | 157  | 20,85 |

| Candidats conseiller #5 | Vote | %     |
| ----------------------- | ---- | ----- |
| Mario Daigneault        | 546  | 72,13 |
| Stéphane Surprenant     | 107  | 14,13 |
| Kathy Lafranchise       | 104  | 13,74 |

| Candidats conseiller #6                         | Vote | %     |
| ----------------------------------------------- | ---- | ----- |
| Luc Daigneault                                  | 612  | 81,27 |
| Philippe Aeschlimann (Sortant d'un autre poste) | 141  | 18,73 |

## Venise-en-Québec
| Partis | Partis                | Candidats pour la mairie | Vote            | %               |
| ------ | --------------------- | ------------------------ | --------------- | --------------- |
|        | Équipe Jacques Landry | Jacques Landry (Sortant) | Sans opposition | Sans opposition |

| Partis | Partis                | Candidats conseiller #1 | Vote            | %               |
| ------ | --------------------- | ----------------------- | --------------- | --------------- |
|        | Équipe Jacques Landry | Raymond Paquette        | Sans opposition | Sans opposition |

| Partis | Partis                | Candidats conseiller #2 | Vote            | %               |
| ------ | --------------------- | ----------------------- | --------------- | --------------- |
|        | Équipe Jacques Landry | Johnny Izzi             | Sans opposition | Sans opposition |

| Partis | Partis                | Candidats conseiller #3 | Vote            | %               |
| ------ | --------------------- | ----------------------- | --------------- | --------------- |
|        | Équipe Jacques Landry | Maryline Gagnon         | Sans opposition | Sans opposition |

| Partis | Partis                | Candidats conseiller #4 | Vote            | %               |
| ------ | --------------------- | ----------------------- | --------------- | --------------- |
|        | Équipe Jacques Landry | Michel Vanier (Sortant) | Sans opposition | Sans opposition |

| Partis | Partis                | Candidats conseiller #5  | Vote            | %               |
| ------ | --------------------- | ------------------------ | --------------- | --------------- |
|        | Équipe Jacques Landry | Gérard Bouthot (Sortant) | Sans opposition | Sans opposition |

| Partis | Partis                | Candidats conseiller #6 | Vote            | %               |
| ------ | --------------------- | ----------------------- | --------------- | --------------- |
|        | Équipe Jacques Landry | Alain Paquin (Sortant)  | Sans opposition | Sans opposition |

- Steve Robitaille remplace Maryline Gagnon à titre de conseiller #3 en cours de mandat.